# قوى الأمن الداخلي
قوى الأمن الداخلي اللبنانية (تأسست عام 1860) هي الشرطة الرسمية في لبنان. مديرها العام الحالي هو اللواء رائد عبدالله.

## مهامها[1]
قوى الأمن الداخلي اللبنانية، هي قوى عامة مسلحة تشمل صلاحياتها جميع الأراضي اللبنانية والمياه والأجواء الإقليمية. أما مهامها فتحدد بما يأتي:

### في مجال الضابطة الإدارية
- حفظ النظام وتوطيد الأمن.
- تأمين الراحة العامة.
- حماية الأشخاص والممتلكات.
- حماية الحريات في إطار القانون.
- السهر على تطبيق القوانين والأنظمة المنوطة بها.

### في مجال الضابطة العدلية
- القيام بمهام الضابطة العدلية.
- تنفيذ التكاليف والانابات القضائية.
- تنفيذ الأحكام والمذكرات العدلية.

### في المجالات الأخرى
- مؤازرة السلطات العامة في تأدية وظائفها.
- الحراسة التي تقررها السلطات المختصة للإدارات والمؤسسات العامة.
- حراسة السجون وادارتها عند الاقتضاء.
- حراسة البعثات الدبلوماسية في لبنان.

## أقسامها
تقسم قوى الأمن الداخلي اللبناني إلى الفروع التالية:
1. الإدارة العامة: ومن مهماتها تقديم المشورة للمدير العام والقيام بالأبحاث والدراسات.
2. الإدارة المركزية: إدارة منشأت قوى الأمن والإشراف على الأقسام التقنية وتأمين الاحتياجات العملياتية وإدارة المحاسبة.تضم القطعات الإدارية والفنية المنوط بها إدارة أموال وأعتدة ولوازم قوى الأمن الداخلي والابنية العائدة لها أو الموضوعة بتصرفها.
3. إدارة الخدمات الاجتماعية: تضم مجلة قوى الأمن الداخلي والصناديق ذات الطابع الخاص التي تنشأ بمراسيم لصالح قوى الأمن الداخلي والمؤسسات التابعة لهذه الصناديق والنوادي وسائر الخدمات الثقافية والفكرية والاجتماعية.
4. الدرك الإقليمي: وهم العناصر المكلفة بالحفاظ على الأمن في المناطق خارج بيروت.تضم جميع القطعات العاملة خارج بيروت باستثناء تلك التي تبقى مرتبطة كلياً أو جزئياً باحدى الوحدات الأخرى.
5. القوى السيارة: تشكل هذه القوى الاحتياط العام في قوى الأمن الاخلي الذي يجب أن يعد حجماً وتنظيماً وتجهيزاً وتدريباً لعمليات حفظ النظام وتوطيد الأمن لا سيما الهامة منها وذلك في المناطق اللبنانية كافة وهي تضم جميع القطعات السيارة المستقرة في بيروت وخارجها.
6. شرطة بيروت: تشمل صلاحياتها النطاق الإقليمي لمدينة بيروت وتضم القطعات العاملة فيها باستثناء تلك التي تبقى مرتبطة كلياً أو جزئياً باحدى الوحدات الأخرى.شعار قوى الامن الداخلي

شعار قوى الامن الداخلي

7. الشرطة القضائية: وهي مسؤولة عن الاجرآت الجنائية في كل الأراضي اللبنانية مثل أبحاث الجرائم والتحريات تشمل صلاحياتها جميع الأراضي اللبنانية وتضم قطعات الضابطة العلمية والضابطة السياحية وقطعات مكافحة الجرائم والبحث والاستقصاء عنها.
8. جهاز أمن السفارات: تشمل صلاحياته جميع الأراضي اللبنانية ويضم جميع القطعات المنوط بها حراسة دور البعثات الدبلوماسية في لبنان والمؤسسات التابعة لها وكذلك الادارات والمؤسسات العامة.
9. معاهد الأمن الداخلي: يضم جميع كليات ومدارس قوى الأمن الداخلي ومراكز التدريب فيها.
10. شعبة المعلـومات: وهي تتلقى كافـة شكاوي المواطنين المتعلقة برجال قوى الأمن الداخلي والإخبارات والمعلـومات المتـوفرة عن أي حادث أو جريمة حصلت أو يمكن أن تحصل أو أي موضوع كان يهدد أمن الوطن والمواطن والسلامة العامة وتقوم بتحليلها وتقديم الاستنتاجات لخدمة التحقيقات.
11. المفتشية العامة: عنى بمراقبة الخدمة بجميع تفرعاتها في مختلف قطعات قوى الأمن الداخلي  وانها تنفذ ضمن حدود القوانين والأنظمة النافذة والتحقيق في الاخبارات والشكاوي التي يحيلها اليه  وزير الداخلية حول تصرفات رجال قوى الأمن الداخلية المخالفة للقانون والنظام.
12. هيئة الأركان: تضم الشعب المنوط بها اعداد الدراسات وتقديم الاستشارات إلى المدير العام

## تاريخها

### فترة السلطنة لعثمانية
كان الأمراء اللبنانيون يقومون بواسطة بعض رجالهم المسلحين بعمليات حفظ الأمن والنظام وجباية الضرائب. أما أول قوى نظامية لبنانية أنشئت سنة 1589 من قبل الأمير فخر الدين المعني مؤسس دولة لبنان الحديثة وهي مجموعة من الرجال المسلحين أطلق عليهم اسم «زلم المير» وكانوا يختارون من الرجال الأقوياء والأشداء والذين يولون كل طاعة للأمير. كما وجدت مجموعات أخرى صغيرة من الأزلام الموالية للأمراء والشيوخ الإقطاعيين الذين يوالون الأمير. وعند حلول الاضطرابات والحوادث التي تهدد أمن ووحدة البلاد، كان الأمير يطلب مساندة من قبل العناصر النظامية «السقمان» التي كانت موضوعة بتصرفـه لمؤازرة الزلم المكلفين بمهمة حفظ الأمن والنظام الداخلي.
أما في عهد الأمير بشير الثاني الذي تولى الحكم عام 1788 فكان هنالك فئتان من العناصر المسلحة المتخصصة بحفظ الأمن: الخياّلة والجوّآلة الذين كانوا يقومون بدور الدرك.

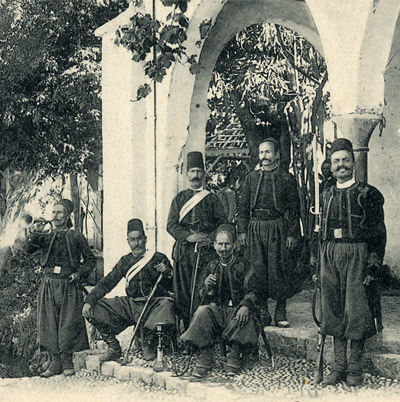
عناصر من ضابطيه الدرك اللبناني

ضابط أمن داخلي من عهد الانتداب

أما النواة الأولى لقوى الأمن الداخلي فقد ظهرت بتاريخ 9 يونيو 1861 إثر صدور البروتوكول الذي وقَّعَه السلطان العثماني والذي جعل من جبل لبنان متصرفية يحكمها متصرف مسيحي غير عربي من أطراف الدولة العثمانية.
وقد نصّت المادة 14 من البروتوكول المذكور على إنشاء «ضابطيه الدرك اللبناني» بمعدل سبعة عناصر لكل 1000 مواطنٍ. غير أنّ الإمكاناتِ الماديةَ المتوفرةَ في حينه لم تكن تكفي لتجهيز أكثر من 1500 عنصرٍ تم تقسيمهم إلى كتيبتين تؤازرهما كتيبة تركية تدعى كتيبة الدرَّاكون (ومنها أتت تسمية «درك»).
وفي أكتوبر العام 1914، ومع بداية الحرب العالمية الأولى كان الدرك لا يزال معروفاً باسم «الضبطيّة» وكان عديده قد تراجع إلى 800 عنصر وظائفهم غيرُ محددةٍ بالأنظمةِ والقوانين. وبعد أن اتهُِِمَ لبنانُ بالتعاون مع الحلفاء وخاصة مع الفرنسيين ضدَّ السلطنة العثمانية. انتُزِعتْ القيادة من الدرك اللبناني وتولاها ضباطٌ أتراك وأصبحتْ «الضبطية» قطعةً شبه عسكرية بتصرف الجيش التركي قيادةً ومهماتٍ.

### فترة الانتداب الفرنسي
عام 1918 ولت عصبة الأمم فرنسا لتحكم لبنان، وبدأت مرحلة الانتداب الفرنسي حيث كان الدرك اللبناني غيرَ منظَّمٍ وغيرَ قادرٍ على القيامِ بأيّة مهمةٍ أمنيةٍ نظاميةٍ. فتمَّ تأليفُ لجنةٍ متخصِّصةٍ من قبلِ القيادة الفرنسية لإعادةِ تنظيم الدرك الذي شهد تطوراتٍ كثيرةً أهمها إنشاءُ معهدٍ للتدريب في بيت الدين. وبتاريخ 20 أيلول عام 1920 صدر قرار تنظيمي قسَّم الدرك إلى سرايا إقليمية، واحدة لكل سنجق وواحدةٌ كاحتياطٍ فكان نسخةً مطابقةً عن الدركِ الإقليميِّ الفرنسيِّ في ذلك العهدِ. كما صدر تنظيمٌ آخر لدوائرِ الشرطة التي كانت تعمل في مدن بيروت وطرابلس وصيدا. وبتاريخ 10 ديسمبر 1930 تمّ إنشاء فرق تحري في مدن بيروت وطرابلس وزحلة. وبتاريخ 1 مارس 1943 نظمَت دوائرَ الشرطةِ وأَتبعَت وزارة الداخلية وكانت مديريةُ الشرطةِ تتألفُ من: أمانة السّر العامة، الاستعلامات العامة، الشرطة القضائية والشرطة الإدارية التي كانت تقوم بالمهام التي تقوم بها حالياً قوى الأمن الداخلي والأمن العام.

### عهد الاستقلال
عند حلول مرحلة الاستقلال في العام 1943 كان الدرك اللبناني بأحسنِ تنظيم وانضباط وفعالية. وكان حتى عام 1945 القوةَ الوحيدةَ المسلّحةَ والفعاّلة الموضوعة بتصرف الحكومة لمعالجة الصعوبات. أما بعد العام 1945 فأصبح الجيش اللبناني يسانده في استتباب الأمن والاستقرارِ. وفي عام 1953 كانت قوى الأمن الداخلي تتألف من ثلاثِ وحداتٍ أساسية وهي: الدرك الإقليمي، الشرطة (بعنصريها الإدراي والمدني) والمفتشية العامة.
وفي 12 يوليو 1959 انشأت مديرية عامة لقوى الأمن الداخلي تخضع لوزارة الداخلية وترتبط بها مباشرة أربع وحدات مستقلة وهي: الدرك، شرطة بيروت، الشرطة القضائية، والمعهد. وبتاريخ 6 يونيو 1990 عَدَّل هيكلية قوى الأمن الداخلي وحدد مهامها في مجالي الضابطتين الإدارية والعدلية وضابطة السير إضافة إلى مؤازرة السلطات في تأدِية وظائِفِها وحراسة المؤسسات والإدارات والبعثات الأجنبية. واستناداً لهذا القانون، قُسّمت قوى الأمن إلى عشر وحدات وأصبح مجلس قيادتها مؤلفاً من عشرة أعضاء يرأسهم المدير العام.

## تعداد أفراده
وعلى مستوى العديد واستناداً للمرسوم رقم 1460 تاريخ 15 تموز 1991، حُدِّدَ العديد العام المفروض في قوى الأمن الداخلي بما فيه الضباط بـ 29,495 عنصراً من بينهم 1,718 ضابطاً.
وتطور تعداد أفراد قوى الأمن الداخلي بحسب الجدول التالي:
| السنة | العديد |
| ----- | ------ |
| 1974  | 6,400  |
| 1987  | 7,532  |
| 1991  | 9,000  |
| 2005  | 13,000 |
| 2008  | 23,500 |

## وصلات خارجية
- الموقع الرسمي لقوى الأمن الداخلي اللبناني